# Evaldas Petrauskas
Evaldas Petrauskas (Šilutė, 19 de marzo de 1992) es un deportista lituano que compitió en boxeo.
Participó en dos Juegos Olímpicos de Verano, en los años 2012 y 2016, obteniendo una medalla de bronce en Londres 2012, en el peso ligero. Ganó dos medallas de bronce en el Campeonato Europeo de Boxeo Aficionado, en los años 2015 y 2017.

## Palmarés internacional
| Juegos Olímpicos   | Juegos Olímpicos      | Juegos Olímpicos  | Juegos Olímpicos |
| Año                | Lugar                 | Medalla           | Categoría        |
| ------------------ | --------------------- | ----------------- | ---------------- |
| 2012               | Londres (Reino Unido) | Medalla de bronce | 60 kg            |
| Campeonato Europeo |                       |                   |                  |
| Año                | Lugar                 | Medalla           | Categoría        |
| 2015               | Samokov (Bulgaria)    | Medalla de bronce | 64 kg            |
| 2017               | Járkov (Ucrania)      | Medalla de bronce | 64 kg            |